# Ornati (cognome)
Ornati è un cognome di lingua italiana.

## Varianti
Adorna, Adornato, Adornetto, Adorni, Adorno, Ornato, Ornella.

## Origine e diffusione
Il cognome è tipicamente centro-Italia settentrionale.
Potrebbe derivare dal latino (ad)ornatus, "adornato", ed indicare una qualità fisica o morale.

## Persone
- Giuseppe Ornati – liutaio italiano